# Lee Dong-jun (cầu thủ bóng đá)
Đây là một tên người Triều Tiên, họ là Lee.
Lee Dong-jun (tiếng Hàn: 이동준; sinh ngày 1 tháng 2 năm 1997) là một cầu thủ bóng đá Hàn Quốc thi đấu ở vị trí tiền vệ chạy cánh cho Busan IPark.

## Sự nghiệp
Lee ký hợp đồng với Busan IPark Ngày 21 tháng 2 năm 2017. Anh có màn ra mắt on 25 tháng 3 trong thất bại 1-0 trước Bucheon FC.

## Thống kê sự nghiệp câu lạc bộ
Tính đến 4 tháng 12 năm 2017
| Thành tích câu lạc bộ | Thành tích câu lạc bộ | Thành tích câu lạc bộ | Giải vô địch | Giải vô địch | Cúp     | Cúp       | Play-off | Play-off  | Tổng cộng | Tổng cộng |
| Mùa giải              | Câu lạc bộ            | Giải vô địch          | Số trận      | Bàn thắng    | Số trận | Bàn thắng | Số trận  | Bàn thắng | Số trận   | Bàn thắng |
| --------------------- | --------------------- | --------------------- | ------------ | ------------ | ------- | --------- | -------- | --------- | --------- | --------- |
| 2017                  | Busan IPark           | K League 2            | 8            | 2            | 4       | 1         | 2        | 0         | 14        | 3         |
| Tổng cộng sự nghiệp   | Tổng cộng sự nghiệp   | Tổng cộng sự nghiệp   | 8            | 2            | 4       | 1         | 2        | 0         | 14        | 3         |